# Клаудио Абадо
Клаудио Абадо (итал. Claudio Abbado; Милано, 26. јун 1933 — Болоња, 20. јануар 2014) био је италијански диригент. На Миланском конзерваторијуму „Ђузепе Верди“ студирао је клавир, композицију и дириговање. Био је уметнички директор Миланске скале од 1968. до 1986. и Бечке филхармоније од 1986. до 1991. Од 1979. до 1987. био је главни диригент Лондонског симфонијског оркестра. За сталног диригента и уметничког директора Берлинске филхармоније именован је 1989. године, наследивши Хербета фон Карајана. То место напустио је 2000. године. Абадо је познат по неговању репертоара модерне музике у својим програмима.
Године 2000. утврђено је да Клаудио Абадо болује од рака желуца.